# Cyanidiophyceae
Cyanidiophyceae es un grupo basal de Rhodophyta, son microalgas termoacidófilas unicelulares de color verde a verde azulado, que incluye sólo tres géneros y varias especies. En ocasiones figura como un orden (Cyanidiales) de la clase Bangiophyceae.
Forman un grupo de temprana divergencia, de tal modo que a veces se consideran pre-rodofitas. Su color verde-azulado (o verde cian o turquesa) se debe a la diferencia con los pigmentos de las algas rojas, pues contiene quizás la variedad más simple de pigmentos que se encuentran en cualquier organismo fotosintético eucariota: una clorofila a, betacaroteno y zeaxantina en Cyanidioschyzon, un alga que es considerada el eucarionte más simple del mundo.
Son termoacidófilas, pues habitan en entornos acuáticos o terrestres húmedos que presentan acidez en un pH de 0 a 5 y alta temperatura, aunque no mayor a 56 °C.

## Evolución
Es el grupo más antiguo de Rhodophyta, se escindió hace unos 1.200 millones de años.
Se cree que la condición extremófila de adaptación a los hábitas calientes (termofilia), ácidos (acidofilia) y de resistencia a metales tóxicos (metalotolerancia), pudo haberse adquirido mediante transferencia horizontal de genes por contacto con bacterias y/o arqueas, algo muy inusual para un organismo eucariota.

## Citología
Las cianidiofíceas son algas unicelulares pequeñas, generalmente esféricas y muy simples. En la mayoría de ocasiones presentan un solo cloroplasto y una sola mitocondria. Su simplicidad ha dado lugar a que se tomen como un excelente modelo para el estudio de la biología de la célula vegetal y su metabolismo, por ejemplo: el anillo de la división plastidial ha sido descubierto primero en Cyanidium caldarium, y el aparato de división mitocondrial fue descrito primero en Cyanidioschyzon merolae. El genoma es relativamente pequeño comparado con otros eucariontes: 17 Mb para C. merolae y entre 10 y 16 Mb para Galdieria spp.

## Familias y géneros
Cyanidiaceae (Geitler 1935), familia formada por dos géneros que son fotoautótrofos obligados.
- Cyanidioschyzon
- Cyanidium

Los géneros Rhodococcus y Pluto han sido reasignados como Cyanidium caldarium
Galdieriaceae (Merola et al 1981), con un género y varias especies de algas que tienen un metabolismo heterótrofo facultativo.
- Galdieria